# Huella digital en Internet

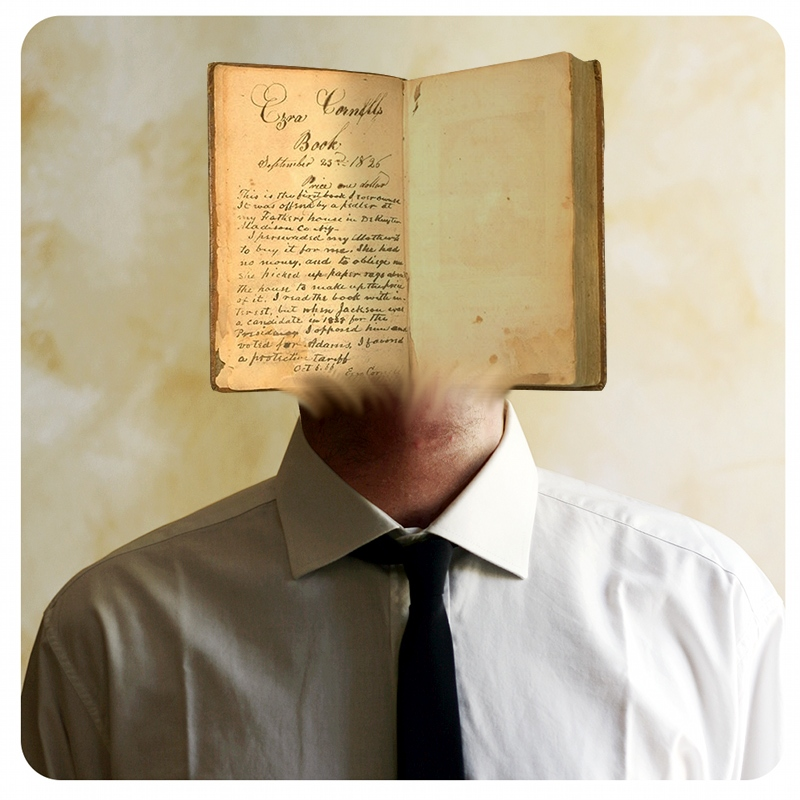
El Hombre de Facebook. Facebook está celebrando sus 150M de usuarios

La huella digital en internet o sombra digital refiere al conjunto único de actividades, acciones, contribuciones y comunicaciones digitales rastreables, que se manifiestan en Internet o en dispositivos digitales.
La Agencia Española de Protección de Datos define la huella digital de dispositivo (también conocida como huella digital de computador o huella digital de navegador, del inglés, device fingerprint, machine fingerprint o browser fingerprint) como la información recopilada sobre un dispositivo informático remoto con el objetivo de su identificación, singularización y, con ello, continuar el seguimiento de la actividad del usuario con la finalidad de crear un perfil.
En la World Wide Web, la huella digital en Internet; conocida en inglés como cyber shadow, es la información que queda como resultado de la navegación web de un usuario y se almacena de diferentes formas. El término generalmente se aplica a una persona individual, pero también puede referirse a un negocio, organización y corporación.
Hay dos clasificaciones principales para las huellas digitales: pasivas y activas. Una huella digital pasiva son datos recopilados sin que el propietario lo sepa, mientras que las activas se crean cuando un usuario divulga deliberadamente datos personales con el fin de compartir información sobre uno mismo a través de sitios web o servicios de red social. La información puede ser dejada intencionalmente o no por el usuario; siendo recolectado por otras partes interesadas.

## Origen del término
La IEFT, en su RFC 070705 Privacy Considerations for Internet Protocols («Consideraciones sobre la privacidad para protocolos de internet») define el concepto de fingerprint como:

«un conjunto de elementos de información que identifica un dispositivo o instancia de aplicación»

y el de fingerprinting como:

«el proceso de un observador o atacante que identifica de manera única (con una probabilidad suficientemente alta) un dispositivo o instancia de aplicación en base a múltiples elementos de información comunicados al observador o atacante»

El Comité Europeo de Protección de Datos asume la definición de «huella digital» (fingerprint) de la RFC 0707.
Tony Fish expuso los posibles peligros de las huellas digitales en un libro publicado en 2007. Estos datos determinan a qué ha reaccionado el usuario o cómo han sido influenciados. La retroalimentación luego crea una huella digital basada en datos sociales, y el controlador de los datos de la huella digital social puede determinar cómo y por qué las personas compran y se comportan. 
Katalin Fehér enfatizó sobre estrategias personales en línea, en su trabajo de investigación académica, que los usuarios dejan huellas digitales a través de sistemas en línea y nuevos medios. Las interacciones humanas y la automatización digitalizada implican decisiones y dilemas a causa de la participación en línea. Las consecuencias son impredecibles: tanto los registros anteriores como los actualizados están disponibles en un presente digital infinito.

## ¿Cómo dejamos nuestra huella digital?
Cada vez que ingresamos a una página web, dejamos nuestra dirección IP, esta dirección incluye nuestro lugar geográfico, el navegador que estamos utilizando, y nuestro sistema operativo, en algunas ocasiones también se registra la última pestaña que revisamos.. 
Por lo cual la huella la digital la dejamos desde el primer momento que damos clic en algún sitio.

## Tipos de recopilación de huellas
La huella digital de dispositivo se puede recopilar de forma pasiva o activa: 
- Las recopilaciones pasivas se realizan sin cuestionar evidentemente el dispositivo del cliente. Se pueden almacenar de muchas maneras según la situación. En un entorno en línea, una huella puede almacenarse en una base de datos en línea. Esta huella puede rastrear la dirección IP del usuario, cuándo se creó y de dónde provienen; con la huella luego analizada. En un entorno fuera de línea, una huella puede almacenarse en archivos, a los que los administradores pueden acceder para ver las acciones realizadas en la máquina, sin ver quién las realizó.
- Las recopilaciones activas asumen que el usuario acepta solicitudes invasivas. También se pueden almacenar de muchas maneras según la situación. En un entorno en línea, una huella puede ser almacenada por un usuario que inicia sesión en un sitio al hacer una publicación o cambio, con el nombre registrado conectado a la edición. En un entorno fuera de línea, una huella puede almacenarse en archivos, cuando el propietario de la computadora usa un keylogger, para que los registros puedan mostrar las acciones realizadas en la máquina y quién las realizó. Una característica de keylogger monitorea el portapapeles en busca de cambios. Esto puede ser problemático ya que el usuario puede copiar contraseñas o tomar capturas de pantalla de información confidencial que luego se registra.

## Problemas de privacidad
Las huellas digitales no son una identidad digital o pasaporte, pero el contenido y los metadatos recopilados impactan en la privacidad, confianza, seguridad, reputación digital y sistemas de recomendación en Internet. A medida que el mundo digital se expande e integra con más aspectos de la vida, la propiedad y los derechos de los datos se vuelven importantes. Las huellas digitales son controvertidas porque la privacidad y la apertura compiten. Scott McNealy, CEO de Sun Microsystems, dijo en 1999 "Supéralo" (Get Over It)" cuando se refería a la privacidad en Internet. Esto más tarde se convirtió en una cita de uso común en relación con los datos privados y lo que las empresas hacen con ellos.   
Las huellas de Internet son utilizadas por las partes interesadas por varias razones, incluida la investigación cibernética, donde los entrevistadores podrían investigar a los solicitantes en función de sus actividades en línea. Las agencias de aplicación de la ley también utilizan las huellas de Internet para proporcionar información que de otra manera no estaría disponible debido a la falta de causa probable. Además, los especialistas en marketing utilizan las huellas digitales para encontrar qué productos le interesan a un usuario o para inspirar el interés de uno en un determinado producto basado en intereses similares.
Los sistemas de redes sociales pueden registrar las actividades de las personas, y los datos se convierten en un flujo de vida . Tal uso de redes sociales y los servicios de roaming permiten que los datos de rastreo digital incluyan intereses individuales, grupos sociales, comportamientos y ubicación. Dichos datos se recopilan de los sensores dentro de los dispositivos y se recopilan y analizan sin la conciencia del usuario. Muchos sitios de redes sociales, como Facebook, recopilan una gran cantidad de información que se puede utilizar para reconstruir la personalidad de un usuario. La información recopilada de las redes sociales, como la cantidad de amigos que tiene un usuario, puede predecir si el usuario tiene o no una personalidad introvertida o extrovertida. 
Si bien la huella digital se puede utilizar para inferir información personal, como rasgos demográficos, orientación sexual, raza, puntos de vista religiosos y políticos, personalidad o inteligencia sin el conocimiento de los individuos, también expone la esfera psicológica privada de los individuos a la esfera social. El registro de vida (lifelogging) es un ejemplo de recopilación indiscriminada de información sobre la vida y el comportamiento de un individuo. Hay que tomar medidas para dificultar el seguimiento de una huella digital.
Ejemplos ilustrativos del uso o interpretación de los rastros de datos en el ejemplo de las calificaciones de solvencia crediticia influenciadas por Facebook, las investigaciones judiciales sobre el científico social alemán Andrej Holm, correos publicitarios basura de la compañía estadounidense OfficeMax o el incidente fronterizo de la ciudadana canadiense Ellen Richardson.

## Efectos

La huella digital permite que puedan examinar tu recorrido y tus actividades por Internet

Una huella digital es una identidad en línea basada en la personalidad de una persona o en su trayectoria profesional, pero también basada en la actividad de alguien a través de Internet. Los empleadores probablemente examinarán la huella digital de los solicitantes durante el proceso de contratación. Los solicitantes de empleo que tengan una huella digital negativa, o una huella digital que no refleje bien su carácter, tendrán dificultades para conseguir un trabajo.
Tener una huella digital puede ser peligroso para los estudiantes, ya que las afiliaciones, como el personal de admisión a la universidad y los posibles empleadores, pueden decidir investigar los posibles estudiantes y los perfiles en línea, lo que tiene un gran impacto en el futuro de los estudiantes. Los adolescentes se prepararán para tener más éxito si consideran el tipo de impacto que están haciendo junto con cómo puede afectar su futuro. Por el contrario, alguien que actúa apáticamente hacia la impresión que está haciendo en línea tendrá dificultades si algún día elige asistir a la universidad o ingresar a la fuerza laboral.
La huella digital es más que un conjunto de datos en el ciberespacio, de acuerdo con Abel Pérez Rojas, la huella digital es "cambiante, interrelacionable y siempre en constante expansión".

## Una huella digital positiva
El impacto negativo de una huella digital podría ser desalentador y hacer que uno huya de las redes sociales en un intento de no tener una huella digital en absoluto, sin embargo, esto puede ser beneficioso si se piensa con cuidado y sin descuido. Los expertos aconsejan a las personas que no eliminen sus cuentas en un intento de salir del mapa. En cambio, es conveniente realizar las siguientes acciones para crear una huella digital atractiva: 
1. Investigarse uno mismo: al hacer esto, puede ver qué tipo de información los sigue y es parte de su huella digital.[35][36]
2. Pensar antes de publicar: dará tiempo para considerar si esto es o no algo que debería ser parte de nuestra huella digital. Las fuentes dicen que aquellos que no consideran todas las posibles implicaciones de lo que publican en Internet pueden verse afectados negativamente cuando buscan empleo.[37]
3. Destacar rasgos y cualidades atractivas: usar Internet y los medios sociales para resaltar los atributos y cualidades permitirá que la persona sea vista de manera positiva. Como ya se sabe que las huellas digitales son evaluadas por potenciales empleadores de empleo y universidades en el proceso de solicitud, los solicitantes deben usar eso para su beneficio y hacer que se vean atractivos.[38]